# Moezin
A moezin az MSN gén által kódolt fehérje. Az ERM-fehérjecsalád tagja az ezrinhez és a radixinhoz hasonlóan. Ezek kötik össze a sejtmembránokat az aktinalapú sejtvázakkal, ami a legjelentősebb kapcsolatai közt van. Számos betegségben – köztük több ráktípusban is –, sejtadhéziós és -kommunikációs, öregedéssel kapcsolatos és immunfunkcióban kimutatták szerepét.
A moezin filopódiumokban, a sejtfelismerésben, -kommunikációban és -mozgásban fontos membrános nyúlványokban és leukociták uropódiumában található. Itt aktiválja a Rho, Rac és Cdc42 GTPázokat.
Más fajokban, például gerinctelenekben is azonosítottak a moezinhez hasonló tulajdonságú fehérjét. A halak 8 ERM-fehérjével rendelkeznek, melyet az Ohno-hipotézis szerint egy, a többi gerincesben be nem következett génduplikáció okozott.

## Felfedezés
A moezint 1991-ben fedezték fel W. T. Lankes és Heinz Furthmayr HL-60-sejtekből. Neve a membrane-organizing extension spike protein rövidítése.

## Expresszió
A mirigyek ductusai, az erek endotéliuma, a limfociták, a laphám és a trabekuláris hálósejtek expresszálják. Továbbá rákbiomarker, mivel számos rákszövet is expresszálja.

## Szabályzás
A moezint a polifoszfatidilinozitidek és a foszforiláció is aktiválni tudják. Ez feltehetően fontos a moezinmediált sejtmembrán–F-aktin kapcsolatokhoz.

## Szerkezet
Az ERM család tagjai a merlinnel és a talinnal 85% N-terminális hasonlóságot mutatnak, és mindegyik a 4.1 sáv szupercsaládba tartozik. A moezin az ezrinnel 74% szekvenciahasonlóságot mutat.
A moezin 3 doménből áll: egy 297 aminosavas N-terminális FERM doménből, egy 169 aminosavas központi α-doménből heptád hidrofobicitásmintával és csavart hélixszel, valamint egy 111 aminosavas C-terminális farokból, mely a FERM domént takarja. A farok és a FERM domén közti kötés felbontásával a Thr558 foszforilációja a fehérjét aktiválja.
A FERM domén részei az F1, az F2 és az F3 szerkezeti modulok, ezek együtt lóhere alakú szerkezetet alkotnak. Az F1 (4–82. aminosav) ötszálú vegyes β-redőből áll egy α-hélixszel szemben, mely után rövid 310-hélix található a 3. szál kezdete előtt. Az F2 (96–195. aminosav) öt α-hélixből áll, a B és C hélixek közt egy hosszú körből és rövid α-hélixből álló 36 aminosavas kitérővel. Az F3 (204–297. aminosav) két merőleges antipárhuzamos β-redőből és a két redőt összekötő körben egy 310-hélixből áll. A lóhere közepét nagyrészt az F1 és F2 közti 13 és az F2 és F3 közti 8 aminosavas összekötés tölti ki. Ezek szerkezete hasonlít egy nem a FERM doménekhez hasonló szekvenciájú fehérjékhez: az F1 az ubikvitinhez, az F2 az acil-CoA-kötő proteinhez, az F3 pedig többek közt a foszfotirozin-kötő, a pleksztrinhomológia- és az Enabled/VASP homológia 1 (EVH1) doménekhez hasonlít.
A moezinnek egy izoformája ismert.

## Funkciója

### Sejtkommunikáció

#### Lipopoliszacharidok által stimulált
A moezin fontos a lipopoliszacharidok stimulálta sejtkommunikációban és gyulladásban, valamint a makrofágok lipopoliszacharidra adott válaszában. Homozigóta MSN-knockout egerekben szubkután LPS-injekció után harmadakkora a gyulladás mértéke.

#### Fehérjestimulált
A humán ISG15 célpontjai közé tartozik az ezrin és a moezin. Mivel ez a Listeria és más baktériumok sejtközi terjedésében fontos, az ISG15 általi fehérjemódosítás fontos lehet a bakteriális fertőzések elleni védekezésben. A stresszválaszban szereplő fehérjék, például a glutation-S-transzferáz, a TrxR1 és bizonyos hősokkproteinek fontos célpontok lehetnek.
Az ERM-fehérjék ITAM-alapú kölcsönhatása a Syk-kel mediálja a PSGL-1 leukocita-adhéziós receptor által sejtkommunikációt. A moezin a kölcsönhatásban adaptorfehérjeként működik, a Syk a teljes és az N-moezinhez köt, de a C-moezinhez nem, így feltehetően a moezin ITAM-szerű motívuma révén történik. Ezenkívül a Syk a teljes és az N-ezrinhez is köt, vagyis az ERM-fehérjecsalád más tagjaival is kölcsönhatásba tud lépni. A PSGL-1 a Syk-kel asszociátumot alkot, de ez nem közvetlen, és moezin jelenlétét igényli.
A LOK erősen tirozinszelektív, moezin esetén az állandósult tirozin, melyhez köt, az 556. helyen van: ennek argininre való cseréje esetén kevésbé foszforilálja a moezint. Míg általában a LOK aktivitása a ROCK-éhoz és a PKC-éhez hasonló, a LOK 4-szer annyira aktív a vad típusú moezinen, mint az argininre cserélt tirozin esetén, szemben a ROCK-kal és a PKC-vel, melyek 4-szer, illetve 2-szer annyira aktívak a módosult moezinen.

### Sejtadhézió
A moezin fontos a sejtmembrán és az aktinalapú sejtváz összekapcsolásához, hasonlóan az ezrinhez és a radixinhoz. E fehérjék a sejtalak változásaival összekapcsolt eseményekben is részt vesznek, például a sejtadhézióban és -kommunikációban. Ezt a C-terminális treonin foszforilációja aktiválja. Ezt a foszfatidilinozit-4,5-biszfoszfát (PIP2) autoinhibíciós Lys253/254- és Lys262/263-kötése teszi lehetővé. A dinamikusan szabályzott ERM-aktiváció olyan folyamatokhoz szükséges, mint például a mitózis, a vérlemezke-aktiváció és (Drosophila esetén) a szárnylemezfejlődés. A PIP2 az ERM-proteinek konformációs aktivációját befolyásolja, mely lehetővé teszi kapcsolódásukat a CD44-hez, a CD43-hoz és az ICAM-2-höz. Továbbá egy C-terminális treonin foszforilációja is hozzájárul az aktivációhoz, ez azonban az aktív állapotot stabilizálja.
A PIP2 fontos az aktiváció mellett az ERM-fehérjék SDF–1-mediált inaktivációjában is.
A TMIGD1 sejtadhéziós fehérje is kötődik a moezinhez, és szabályozza a tubulinacetilációt, sejtadhéziót és -vándorlást.
A moezin speciális mikrodoménekben található a filopódiumok, mikrovillusok, mikrotüskék, retrakciós rostok sejtbeli magjában. A moezint tartalmazó sejtnyúlványok nem tartalmaznak mikrotubulusokat, fokális érintkezési fehérjéket, például vinkulint és kortikális sejtvázrészeket, például protein 4.1-et, de tartalmaznak eltérő mennyiségű aktin mikroszálakat. A mikrovillusok létrejöttében a moezin Rho-asszociált kináz (Rho-kináz) általi foszforilációja is fontos: a vad típusú vagy a T558A mutációval rendelkező moezint expresszáló sejtek kevés mikrovillust mutattak foszforiláció nélkül, míg a T558D-moezinben megmaradtak a mikrovillusok. Osiro et al. 1998-ban igazolták ezzel a moezinfoszforiláció szükségességét a mikrovillusok fennmaradásához, valamint a Rho-asszociált kináz általi foszforilációt is.
A VCAM–1 moezinnel és ezrinnel is kolokalizál az endotélium apikális felszínén. E fehérjék fontosak a T-limfoblasztok adhéziójában, endotél elterjedésében és transzendotél migrációjában. Endotélium–leukocita kölcsönhatás során a VCAM–1, az ICAM–1 és az ERM-fehérjék eloszlása módosul. Bár a VCAM–1 és a moezin is a limfoblasztok körül csoportosul az apikális endotél felszínen, csak a moezin marad a limfoblaszt és az endotélium érintkezésénél a limfoblasztok áthaladásakor az endotéliumon, majd annak endotélium mellé való vándorlásakor.
Az ICAM–1 a nyugalomban lévő sejtekben is expresszálódik, szemben a VCAM–1-gyel, és mindkét molekulát indukálják a proinflammatiós citokinek.
A PSGL–1 citoplazmatikus vége az ezrinnel és a moezinnel kölcsönhat. Ezenkívül a moezin az ICAM–3-mal is kölcsönhat.
A foszfomoezin és a moezin-TD (foszfomimetikus moezinmutáns) inhibeálja a sejt adhézióját és kapcsolódását a szubsztráthoz a sejtkerekítés indukciójával. Ezenkívül a nem adherens KG-1-sejtekben sok foszfo-ERM-fehérjét találtak, és a foszfo-ERM-et defoszforiláló fehérjekináz-inhibitor staurosporin növeli az integrindependens adhéziót a szubsztráthoz. A moezin-TD késlelteti a mikrovillusok SDF-1-indukált megszűnését. A nagyobb moezinexpresszió gátolja a transzfektált sejtek visszakapcsolódását a szubsztráthoz. Vagyis a moezin-TD jobban gátolta a sejtek kapcsolódását a szubsztráthoz, de a vad típusú moeziné is gátolta kisebb mértékben. A moezin-TD-expresszió vagy a Cal-A-kezelés a sejtfelszínt ridegebbé teszi, és nagy blebek jöhetnek létre, vagyis a blebképződés és a foszfo-ERM fontos lehet a Cal-A-indukált sejtgömbölyödésben. Azonban a nagy koncentrációjú blebbisztatinnal való kezelés csökkenti a Cal-A-indukált blebképződést a sejtvisszahúzódás vagy -gömbölyödés gátlása nélkül.
Az ERM-fehérjék gátolják a sejtvándorlást. Belkina et al. 2009-ben pszeudofoszforilált (T558D), nem foszforilált (T558A) és vad típusú moezin GFP-fúziós változatait összehasonlítva kimutatták, hogy a T558D mutáns moezin gátolta leginkább a sejtvándorlást. Mivel a LOK foszforilálja az ERM-fehérjéket, ez alapján a LOK tudja így gátolni a sejtvándorlást. Mivel LOK-knockoutban az ERM-foszforiláció kisebb, jobban reagálnak a kemokinstimulációra kemotaxis és polarizáció esetén. Mivel a LOK-ot elsősorban vérképző sejtek expresszálják, Belkina et al. a limfociták ERM-foszforilációját vizsgálták. Western blottal kimutatták, hogy a cpERM a LOK-knockoutokban mintegy 4-szer kisebb volt a heterozigótákénál a nyirokcsomók, a lép és a csontvelő sejtjeiben, miközben a moezin- és ezrinszintek kevéssé tértek el.

### Bőröregedés
A moezin egy 2010-es kutatás szerint fontos a bőröregedés lassításában, ugyanis expressziójának csökkenése gyorsítja a humán bőrmikroerek endotél sejtjeinek (HDMEC) öregedését. Ezenkívül a moezin expressziójának csökkenése lassítja a sejtproliferációt is.

### Klatrinburkolt vezikulumok szállítása
A moezin szabályozza a klatrinburkolt vezikulumok szállítását. Fluoreszcenciamikroszkópiás tanulmányok alapján a moezin-siRNS erősíti a klatrinburkolt vezikulumok laterális mozgását és abnormális csoportosulását, és az N-moezint túlexpresszáló sejtekben is összeállnak a klatrinburkolt vezikulumok. A teljes foszfatidilinozit-4,5-biszfoszfát-kötő doménnel rendelkező moezin áll csak a klatrinburkolt vezikulumokkal össze. Így a klatrinmediált internalizáció vagy a receptor-újrahasznosítás rendellenességeiben is érintett lehet a módosult funkciójú moezin. A vezikulumok szállításához a moezinnek F-aktinhoz kell kötődnie.

### uPAR-szabályzás
A moezin és a merlin szabályozzák az urokinázreceptor-dependens endotélsejt-vándorlást, -adhéziót és angiogenezist. Feltehetően a moezinen keresztül aktiválja az uPAR az integrineket. A merlin ezeket gátolja, ugyanis expressziója csökkentése növeli a fibronektin- és vitronektinkötő integrinek szabályzása révén a sejtek vándorlását és adhézióját.

### Ras-szabályzás
A moezin részt vesz a SOS aktivitásának irányításában, mely fontos a normál Ras-funkcióban és bizonyos ráktípusokban a Ras-diszfunkció oka. Egyes receptortirozin-kinázok a Ras fehérjén keresztül vesznek részt különböző jelzőutakban, ezek mutációja okozhat rákot.

### Kloridcsatornák működése
A Ca2+-aktivált Cl−-csatorna anoktamin 1 (Ano1) az epitél folyadékszekrécióban, a bélmozgásokban, a simaizomtómusban és a fájdalomérzékelésben fontos. A moezinnel és az ezrinnel együtt a nyálmirigy epitél sejtjeiben kolokalizálódik, sejten belüli elhelyezkedésüket a moezin- és az Ano1-expresszió is befolyásolja. A moezin-siRNS módosítja az Ano1-áramot felszíni expressziójának változása nélkül. A két fehérje koexpressziója növeli a felszíni moezinmennyiséget.

### Endotél sejtek gátjának javítása
A humán tüdő endotél sejtjeinek gátdiszfunkcióját számos betegségben gyulladási agonisták indukálják. Ezt a trombocita-eredetű szfingozin-1-foszfát (S1P) csökkenti az endotél gát erősítésével, ennek fontos lépése a Rac GTPáz-dependens kortikális aktinátrendeződés. Egy 2011-es tanulmányban vizsgálták az ERM család szerepét ennek modulálásában. A moezin kizárólagos csendesítése nem csökkentette az S1P-indukált Rac1-aktivációt és a PAK1 Rac1-effektor foszforilációját, szemben a radixinnal.

### L-szelektin leválasztása az anionos membránfelszínről
A moezin FERM doménje és a kalmodulin együtt asszociál az L-szelektinnel annak funkciójának és ektodomén-leválásának modulálásához. A citoplazmatikus szelektindomén (ARR18, Ala317–Tyr334) esetén az egyensúlyi disszociációs állandó 196, az N-terminális aminosavként tetrametilrodamin-5-maleimiddel jelzett ciszteint tartalmazó TMR-ARR18 domén esetén 214 nM. Az asszociációhoz szükséges aminosavak a 357. helyen lévő arginin és a 362. helyen lévő lizin – az R357A és a K362A L-szelektinekhez kevésbé kapcsolódik az N-moezin, azonban lehet, hogy a teljes moezinhez ettől eltérő mértékben kötnek. Az L-szelektin mutációja befolyásolja a leválasztást, a mikrovillusok helyzetét és a leukociták kapcsolódását.
Az L-szelektin az ERM-fehérjecsalád tagjaival, így a moezinnel is kölcsönhat, azonban a moezint sejtaktiváció-függően köti, az ezrint nem: a nem stimulált és a PMA-val (forbol-mirisztát-acetát) stimulált limfociták ezrinjét hasonló affinitással kötötte, a PMA-stimuláltak moezinjét azonban jobban, mint a nem stimuláltakét. Ezenkívül a Ro 31-8220 PKC-gátló csökkentette a moezin affinitását, az ezrinét nem, az N-moezin nagy affinitással specifikusan kölcsönhat az L-szelektin citoplazmatikus farkával (Kd=40 nM). Az ezrin- és moezinkötésben az Arg357 fontos aminosav.
A limfociták vándorlása során az aktinkötő helyet nem tartalmazó N-moezin túlexpressziója az ICAM-3 rossz elhelyezkedését okozza. A moezin ezenkívül a vad típusú ICAM-3-mal kolokalizálódik, a nonszenzmutáció miatt lerövidülttel nem.

### Apoptózis
A szfingolipidek az aktin sejtvázat és a sejtvándorlást szabályozzák, a szfingomielin ceramiddá való hidrolízise mediálja az apoptózist, a senescentiát, más sejtstresszválaszokat és a sejtváz átrendeződését. Az ERM-fehérjék, így a moezin defoszforilációját is a ceramidképződés erősítette rekombináns szfingomielináz D alapján.
A humán Fas-t expresszáló egér-L929-sejtek (LHF) Fas-mediált apoptózisában a moezin és az ezrin a radixinnal azonosan viselkedik, és ugyanúgy transzlokálódtak az apikális mikrovillusokból és a laterális sejtközi érintkezési helyekről a citoplazma felé. FasL-stimuláció nélkül az ezrinben és a moezinben a tirozin, a szerin és a treonin is foszforilálódtak, ezek közül a foszfotreonin defoszforilálódott leggyakrabban 1 óra után FasL-lel. Tehát elsősorban a treonin defoszforilációját követi a citoplazmatikus transzlokáció a Fas-mediált apoptózis során.

### Makrofágok fagoszómáinak érése
A moezin és a Rho-GTPáz egyaránt fontosak a makrofágok fagoszómáinak éréséhez, ugyanis e fehérjék gátlása egyaránt lassítja a fagoszómaérést. A fehérjék N-terminális doménjének hozzáadása a sejtekhez hasonló eredményt adott, mivel a fagoszómák lassabban savasodnak a csökkent aktin-összeállítás miatt, mely az ERM-fehérjék C-terminusán történik, és a C-terminustól függ.

### T-sejt-aktiváció
A T-sejtek két ERM-fehérjét expresszálnak, az ezrint és a moezint. Ezek mindegyike a DPC-hez közel lokalizálódik, és a CD43 és néhány más DPC-fehérje közvetlenül kötődik ezekhez. Egy ERM-fehérje-kötést zavaró domináns negatív mutáns túlexpressziója zavarja a CD43 és más fehérjék lokalizációját a DPC-hez, csökkentve a citokinválaszokat az immunológiai szinapszis (IS) kialakulásának vagy a korai T-sejt-aktivációs események befolyásolása nélkül.
A T-sejtes válasz kezdeti szakasza az ezrin-/- és moezinszupresszált T-sejtekben egyaránt egészséges, de az IL-2-szint alacsonyabb a vad típusú T-sejteknél. E hatás még jelentősebb az egyszerre ezrin- és moezinhiányos T-sejtekben. E sejtekben kisebb volt a foszfolipáz C-γ1-foszforiláció és a kalciumáram. Ezek alapján eltérő mozgási és foszforilációs mintáik ellenére az ezrin és a moezin a T-sejt-aktivációban együttműködnek. A válasz kialakulásakor az ezrin átmenetileg az IS-be, míg a moezin állandó jelleggel a DPC-be kerül. Feltételes ezrinknockout egerekben (CD4-Cre) a moezinszint 10–20%-kal nagyobb naiv T-sejtekben, mint vad típusúakban.
A szabályzó T-sejtek differenciációját és a tumor elleni immunitást a moezin a TGF–β-jelzésen keresztül szabályozza. Ez az indukált szabályzó T-sejtek FOXP3-expressziójához fontos, elősegíti a Th17-sejtek létrejöttét, és csökkenti a Th1- és Th2-sejtekét. Moezinknockout egerekben a TGF–β indukálta Tregek keletkezése csökkent, a tTregeké nem, így a moezin az indukált Tregek létrehozásához szükséges, a tTregekéhez nem. Azonban a tTregek tumorszupressziós működése csökken moezin nélkül, tehát a tTregek megfelelő működéséhez szükséges a moezin. A moezin deléciója csökkenti a TGF–β stimuláló hatását a tumorokban, javítva az adaptív T-sejt-terápia hatásosságát.
A CD43 a moezinnel és az ezrinnel kölcsönhat, és ezekkel kolokalizál a T-sejtek uropódiuma felé a sejtközi érintkezésnél. A CD45 nem kolokalizál a moezinnel.

### Kortikális sejtvázak építése
A moezin az ezrinnel együtt segítheti a kortikális sejtvázak felépítését. Ez alapján feltehetően a membrán–sejtváz kapcsolatmodell nemcsak az ezrinre, hanem a radixinra és a moezinre is vonatkozhat, és e fehérjék eltérő szerepekkel fejlődtek, feltehetően részben átfedő vagy teljesen eltérő membrán- vagy sejtvázpartnerekkel.

### Netrinjelzőút
A DCC a netrinjelzőútban vesz részt, ennek megfelelő működéséhez szükséges a fehérjekináz A összekapcsolása az ERM révén. A DCC – bár a PKA-val együtt csapódik ki – közvetlenül nem köt a PKA-hoz, ehelyett az ERM-fehérjéken keresztül kapcsolódnak egymáshoz. A radixin és a moezin csendesítésének különösen erős a hatása, az ezrin esetén ez 2015-ig nem igazolt.

### Purinerg P2X7-receptor-dependens amiloidprekurzorfehérje-feldolgozás
A purinerg P2X7-receptortól (P2X7R) függő amiloidprekurzorfehérje- (APP) feldolgozáskor az ezrin és a moezin foszforilálódnak. A benzoilbenzoiladenozin-trifoszfáttal (Bz-ATP) történő stimuláció ezrin- és moezinfoszforilációt indukál vad típusú primer asztrocitákban, P2X7R-knockoutokban nem. Tehát a Bz-ATP az ERM-foszforilációt a P2X7R-en keresztül indukálja.
Az ERM-fehérjék a P2X7R-dependens kationcsatorna- és nem szelektív pórusnyitáshoz nem, az sAPPα-leválasztáshoz szükségesek. Az sAPPα-leválasztás a legnagyobb mértékben moezin-siRNS esetén csökken (77 ± 1,5%-kal). Noha az sAPPα-leválasztáshoz szükségesek az ERM-fehérjék, aktivációjuk nem mindig áll ezzel kapcsolatban.

### Epitél-mezenchimális átmenet
Az epitél-mezenchimális átmenet (EMT) a normál fejlődés, morfogenezis és szövetátalakulás során történő transzkripciós és morfológiai változás. Azonban bizonyos betegségek, például a fibrózis és a rákáttétek előrehaladásában is fontos szerepe van, továbbá a gyulladásban és a sebgyógyulásban is szerepet játszik.
Az EMT során történő dinamikus aktinátalakítás a megnövekedett moezinexpressziótól függ. A sejtek moezinexpressziójának shRNS-sel való gátlása csökkenti inváziós képességüket, valamint az aktinszálcsoportok mennyiségét, vastagságát és stabilitását, morfológiai átmenetük nem fejeződik be. Így Haynes et al. 2011-ben kimutatták, hogy a megnövekedett moezinexpresszió szükséges a hatékony aktinszál-átalakításáhez, beleértve a kontraktilis aktinszálcsoportok stabilitását, valamint az adhéziós és kontraktilis elemek áthelyezéséhez is.
A TNF–α a TGF–β-dependens EMT-t a hialuronsav–CD44–moezin kölcsönhatás erősítésével szabályozza, így a moezin szükséges a TNF–α-indukált EMT-hez. Immunprecipitációval mutatták ki Takahasi et al., hogy a moezin–CD44 asszociációt a TNF–α indukálja az ARPE-19-sejtekben, hogy a PKC-inhibíció akadályozza a fluoreszcein-HA sejtfelszínhez való kötődését és a pericelluláris mátrix kialakulását, melyek mindegyikét a TNF–α indukálja. Az aktin mikrodomének létrejöttét és a foszforilált ERM-fehérjék mennyiségének növekedését a GF109203X PKC-inhibitor akadályozza. A TNF–α-indukált és CD44-mediált mezenchimális fenotípus egérszemben fibrózist okoz. Mindezek alapján a PKC-aktiváció fontos a hialuronsav–CD44–pERM komplexhez, mely a TGF–β-alapú jelzéshez szükséges.
A podoplanin endodoménje az ezrinhez és a moezinhez kapcsolódva aktiválja a RhoA-t, elősegítve az epitél-mezenchimális átmenetet. Ebben az RK…R motívum vesz részt. Azonban bár a podoplaninindukált EMT függ a citoplazmatikus farok kölcsönhatásától az ERM-fehérjékkel és a sejtvázzal, a sejtfelszíni nyúlványokban a podoplanin lokalizációja az endo- és az ektodomént se igényli.

### Endotél hiperpermeabilitás modulálása
A moezint expresszálják a legnagyobb mennyiségben a humán tüdőartéria endotél sejtjei. Foszforilációját a trombin PKC-mediált úton indukálja.
A moezin- vagy pán-ERM-szint csökkenésekor az idődependens MLC- és ERM-foszforiláció csökken. E hatást csökkenti az ezrinspecifikus siRNS. Ezek alapján az aktivált moezin és az ezrin hatnak a trombinindukált MLC-foszforilációra a ROCK/miozin-foszfatáz jelzőút révén. A transzendotél ellenállás (TER) moezin-siRNS-sel treoninfoszforiláció után sokkal nagyobbnak bizonyult, mint a kontrollcsoportban.

### Idegrendszeri fejlődés
A hippokampusz fiatal (3–5 napja differenciált) neuronjaiban a legmagasabb a moezin expressziója, utána ez csökken. Az L1 az ERM-fehérjékkel in vivo erősen specifikusan kölcsönhat.
A moezin és a radixin együttes szupressziója megváltoztatja a növekedési kúp alakját, mozgékonyságát és a neuronok nyúlványlétrehozását. Ezenkívül nem található a moezin–radixin-szupresszált idegsejtekben radiális barázdálódás, a lamellipodialis hártya mérete kisebb, a neuritcsúcsok magas filopodiális protrúziós képessége ellenére azok sebessége 8–10-szer kisebb a kontrollcsoportnál. Ezenkívül az ilyen neuronok neuritjai rövidek, és nem található rajtuk axonszerű neurit, mely szintén összefügghet a növekedési kúpok szerkezetének és mozgékonyságának megváltozásával. Ezek alapján a radixin és a moezin modulálják a neuritképződést, -növekedést és a neuronpolaritás fejlődését. A moezin vagy a radixin kizárólagos szupressziója vagy az ezrin–moezin vagy ezrin–radixin páros szupresszió nem okoz hasonló változást.
A radixin–moezin antiszenz oligonukleotidok keveréke dózisfüggően változtatja a neuronok fejlődését. A legnagyobb változások 2 μM koncentrációjú antiszenz oligonukleotidnál jelentkeztek, ekkor csökkent a minor nyúlványok hossza, a neuritfejlődés III. szakaszát, vagyis az axon kialakulását elérő neuronok száma, a növekedési kúp területe, és a sejttestekből és neuritcsúcsokból hosszú filopódiumok indultak ki.

### Retrovírus-fertőzés korlátozása
A moezin korlátozza a retrovírus-fertőzést a mikrotubulus-képződés szabályzásával. A vírusrezisztens R4-7 sejtvonal moezintúlexpressziója az MLV- és a HIV-1-fertőzést akadályozza a reverz transzkripció előtt, a moezinknockdown erősíti a fertőzést. Ezek alapján a stabil mikrotubulusok fontosak a vírusok bejutás utáni mozgásához, így a moezin határozhatja meg a sejtek érzékenységét a fertőzésre.

### Neutrofilek irányítása
A moezin és a miozin-foszfatáz a neutrofileket kemotaktikus gradienssel irányítják. Nyugalmi állapotú neutrofilekben az aktív moezin megakadályozza a sejtpolarizációt a Rac, Rho és Cdc42 GTPázok gátlásával. A miozin-foszfatáz a moezint deaktiválja, lehetővé téve a neutrofilek számára a polaritás létrejöttét. Az ezt követő moezintranszlokáció korlátozza a patogének felé irányított álláb képződését, és megakadályozza a szekunder állábak létrejöttét más irányba. Így a moezinindukált gátlás és a miozin-foszfatáz általi lokalizált deaktiváció is fontosak a neutrofilpolarizációhoz és a neutrofilek általi hatékony patogénkövetéshez. A moezin deléciója gátolja a mikrobák neutrofilek mediálta elölését, vagyis a moezin szabályozza ezt is.

### Endoszomális anyagszállítás szabályzása
Az ERM-fehérjék és a HOPS komplex is szabályozzák az endoszomális anyagszállítás. Bármelyikük hiánya ERM-növekedést okoz a korai endoszómákban, mivel az EEA1-pozitív részekhez későn jut el az EGF. Barroso-Gonzalez et al. 2009-ben kimutatták, hogy a moezinhiány növeli a transzferrinreceptor mennyiségét a Rab5-pozitív endoszómákban.

### Akt-dependens sejttúlélés
Az NHE1 Na+/H+-cserélő ERM-fehérjéket aktiválva biztosítja a sejt Akt-dependens túlélését. Mivel az Akt-aktivitás szabályozza az apoptózist, így az Akt-siRNS-sel kezelt sejtek nagyobb mértékű staurosporin-mediált apoptózist mutatnak.

### Monociták mozgása
A moezin L-szelektinhez való kapcsolódása az ezriné után jön, és szükséges a monociták transzendotél vándorlásához (TEM). A moezin PIP2-kötésének akadályozása csökkenti C-terminális foszforilációját a monocita-TEM során, és az ERM-aktivitás e váltakozása szükséges a szubendotél térbe jutáshoz. A moezin knockdownja nem csökkenti a monocita-aktivációt egyrétegű aktivált endotéliumban, szemben az ezrinével. A moezin–L-szelektin kölcsönhatás a transzmigrált állábakban a TEM előrehaladtával nő, megkönnyítve az L-szelektin ektodoménjének leválását. Így az ezrin és a moezin is fontosak a gyulladásban, hiszen lehetővé teszik a monociták transzendotél mozgását.

## Klinikai jelentősége

### Krónikus veseelégtelenség
A moezin szerepet játszhat a vesefibrózisban, a krónikus veseelégtelenség utolsó szakaszában. 2014-ben Chen et al. patkányokon kimutatták, hogy a TGF–β1 növeli a moezint és az α-SMA-t, és csökkenti az E-kadherint. Bár már 2010-ben kimutatták, hogy a moezinfoszforiláció fontos lehet a TGF–β1-indukált humán tubuláris epitélsejt-károsodásban, de csak 2014-ben vizsgálták ennek molekuláris hátterét. A moezin foszforilációja és az Erk 1/2-től függ, ezt a TGF–β aktiválja.

### A köldökvéna endotél sejtjeinek angiogenezise
A köldökvéna endotél sejtjeinek (HUVEC) előrehaladott glikációs végtermékek (AGE) miatti angiogenezisében fontos lehet a moezin Thr558-jának a foszforilációja, ez az F-aktin átrendeződését, stresszrost keletkezését, a sejtközi kötés zavarát okozza, az endotél gát diszfunkcióját okozva és növelve az érpermeabilitást.
A RhoA-aktivitás adenovírussal vagy a ROCK-aktiváció Y27632-vel való gátlása csökkenti az AGE-indukált moezinfoszforilációt, így a HUVEC-angiogenezist is. Ez alapján a Thr558-foszforiláció mediálja az endotél angiogenezist. Tehát a RhoA/ROCK-útvonal fontos a moezinfoszforilációban és az AGE-indukált angiogenezisben és endotélsejt-válaszban.
A moezin-siRNS-transzfekció csökkenti a moezin expresszióját, a HUVEC-tubulogenezist és a sebgyógyulást az életképesség csökkenése nélkül, így feltehetően a moezin fontos az angiogenezis során létrejövő sejtmozgásban.

### Tumorok, ráktípusok
A TMEM16A kalciumaktivált kloridcsatornák ROCK1/moezin általi aktivációja segíti a mell-, a hasnyálmirigy- és a colorectalis rák metasztázisát. A TMEM16A-túlexpresszió csökkenti a tamoxifennel nem kezelt betegek túlélési esélyét, a kezeltekét viszont igen.
Noha korreláció van a Hippo-úttal összefüggő aktin és a szövetnövekedés közt, a magas moezinexpresszió nem okoz szövetnövekedést.
A karcinómák stromájában expresszálódik általában a moezin (Deng et al. 2023-ban a karcinómák 89,1%-ában, az adenómák 50%-ában mutattak ki emelkedett moezinexpressziót)
A podoplanin a rákos laphámsejtek extracellulárismátrix-bontását az invadopódiumok stabilitásának irányításával mediálja. E folyamatot az ezrin és a moezin segíti, mivel ezek bármelyikének csendesítése csökkenti a működő invadopódiumok létrejöttét, mindkét fehérje csendesítése e hatást erősíti. Konfokális analízissel Martín-Villar et al. felfedezték, hogy az ezrin és a moezin a HN5 PDPN–GFP-sejtek invadopódiumainak adhéziós gyűrűire korlátozódnak, ahol a podoplaninnal kolokalizálódnak, és ahhoz hasonlóan nem minden invadopódiumban találhatók meg. Az ezrin- vagy moezinhiányos sejtekben a podoplanin nem korlátozódik az adhéziós gyűrűkre, ehelyett az aktinnal kolokalizálódnak a PDPNΔCT és a PPDPNQN,N mutánsokhoz hasonlóan. A podoplaninhiányos sejtekben nem aktiválódnak az ERM-fehérjék, vagyis az ERM-fehérjék invadopódiumokra való lokalizációját a podoplanin erősíti.

#### Bőrrák
A CPI-17 az onkogén Ras-jelzést befolyásolja az ERM családba tartozó fehérjék, például a moezin révén.
A MYPT1 szabályozza az ERM-foszforilációt, ezt gátolja a CPI-17, ami a merlin nagyobb foszforiláció miatti inaktivitása esetén tumorigén hatást válthat ki. Az ERM-fehérjékkel szemben a merlin a Ras-jelzőutat a Ras gátlásával gátolja, a CPI-17 pedig a merlin inaktívvá tétele mellett az ERM-fehérjék aktiválásával is onkogén hatást fejthet ki.

#### Glióma
A miR-200c a moezint célozva gátolja a gliómák előrehaladását, a gliómasejtek proliferációját, invázióját és májáttétképzését. A FAP–1-en keresztül indukálja a CD95-asszociált apoptózist, a ráksejtek mezenchimális–epitél átalakulását indukálja a ZEB1 és ZEB2 E-kadherin-represszorokon keresztül, csökkentve agresszivitásukat. A miR-200c szerepe miatt expressziója használható prognózisra.
Glioblastoma (GB) esetén a sejtek hialuronsav-indukált vándorlását szabályozhatja a moezin. A hialuronsav fontos glükózaminoglikán a tumor-mikrokörnyezetekben, receptorával, a CD44-gyel alkotott komplexe számos tumorban okozhatja a sejtek behatolását, vándorlását és kemoterápiának való ellenállását. A glioblastomás szövetek jóval több moezint és CD44-et expresszálnak a nem malignus szöveteknél, azonban hialuronsav-kezelés hatására nem mutatkozott szignifikáns különbség a CD44 vagy a moezin expressziójában, de a hialuronsav-kezelés indukálja a CD44–moezin interakciót.

#### Laphámsejtes szájrák
Egy 2018-as tanulmány szerint a laphámsejtes szájrák sejtjeinek moezinexpressziója segíthet előrejelezni a rák előrehaladását. A kutatásban az ERM-fehérjék közül csak a moezin mutatott statisztikailag szignifikáns különbséget.

#### Laphámsejtes laryngealis rák
Az ezrin és a moezin expressziója nagyobb laphámsejtes laryngealis rákban (LSCC), mint egészséges szövetben, ezrin- és moezin-negatív laryngealis rák esetén szignifikánsan hosszabb túlélési időt mutattak ki Wang et al. 2014-ben a közepes, illetve magas moezinexpresszióhoz képest. RT-PCR-teszttel kimutatták továbbá, hogy az ezrin és moezin, illetve a β-aktin intenzitásaránya magasabb LSCC-ben, mint a környező egészséges szövetben, a nyaki áttétes nyirokcsomókban ennél is magasabb intenzitásarányt mutattak ki. A túlélési idő mellett a T-szakasszal és a nyaki nyirokcsomóáttéttel is szignifikáns korrelációt mutat a moezinexpresszió, azonban a klinikai szakasszal nem.

#### Mellrák
A moezin fontos biomarker a mellrák kialakulásában is, és a fibroadenómától függetlennek bizonyult egy 2018-as tanulmányban: a moezinexpresszió-növekedést a mellrákos szövetek 47,8%-ában, a fibroadenómás szövetek 30,4%-ában mutatták ki. A moezin előrehaladottabb daganatok esetén nagyobb mennyiségben expresszálódott. ER-negatív mellrák esetén nem találtak szignifikáns kapcsolatot az alacsony moezinexpresszió és a hosszabb túlélés között, ER-pozitív esetén viszont igen. A moezin szerepét a rossz prognózisú mellrákban és a nyirokcsomóáttétekben egy 2021-es metaanalízis is megerősítette.
Egy 547 rákszövetmintán végzett kutatásban, melyből 108 génexpresszióját vizsgálták, a tumorok 31%-ában és a bazálsejtes tumorok 82%-ában nagyobb moezinexpressziót találtak. Az összefüggés további vizsgálatában egy 40 medullaris és egy 27 BRCA1-asszociált mellrákszövetben is vizsgálták a moezin expresszióját, itt is emelkedett moezint találtak a nem medulláris, illetve a sporadikus rákszövetekhez képest. A moezinexpresszáló tumorok specifikus és metasztázismentes túlélési aránya is kisebb túlélésanalízis alapján. Az ilyen ráktípusokra nagy proliferációs sebesség, hormonreceptor-negativitás és feltételezett bazálsejtes/mioepitél markerek magas expressziója jellemző.
Három izogén mellráksejtvonalon végzett kutatás szerint a p53, a miR-200 és a moezin együttese segítheti a mellrák invázióját és gyógyszerrezisztenciáját. A moezin csendesítése után csökkent a mellráksejtvándorlás és a ZEB1- és SNAIL-expresszió. A rossz előrejelzésű mellrákaltípusokban, például a tripla negatív, a bazálsejtes és a metaplasztikus mellrákban (orsósejtes/karcinoszarkóma) magasabb a moezinexpresszió másoknál, a miR-200c célpontja a moezin.
A talin szabályozza a moezin–NHE-1-aktivitást az invadopódiumokban, és elősegíti a mellrákmetasztázisok keletkezését. Az invadopódiumok aktinban gazdagok, és a stromalis invasióhoz, intravasatióhoz és az áttétképzéshez szükségesek, eleinte prekurzorként jelennek meg, melyek gazdagok aktinregulátorokban, de még nem képesek az extracelluláris mátrix (ECM) lebontására. Az NHE-1 a sejt pH-jának modulálásával szabályozza az invadopódiumok működését. A talin az invadopódiumokat stabilizálja, azok éréséhez és az NHE-1 invadopódiumba kerüléséhez szükséges, moezinnel komplexet alkot, az invadopódiumokba moezin–NHE-1 komplexet bocsát ki, és az ECM-bontást segíti.
A duktális mellrákban a moezin erősebb immunreaktivitása összefügg a nyirokcsomóáttétek jelenlétével. Nem ismert összefüggés az ezrin vagy a moezin expressziója és a rák stádiuma, a tumorméret, a diagnózis idején számított kor közt vagy a tumorerekben mért moezinexpresszió és a klinikopatológiai paraméterek közt.
A XIST elvesztése mellráksejtekben aktiválja az MSN-c-Met-et, és exoszomális miRNS-sel befolyásolja a gliasejtek funkcióját az agyi áttét képzéséhez, áthaladva a vér-agy gáton. Ezek aránya az áttétes mellrákesetek között akár 30% is lehet. Az agyi áttét befolyásolja a kognitív, az érzékelési funkciókat és a betegek morbiditását is. A XIST-knockdown segíti az EMT-t és a tumorsejtek őssejtté alakulását, lehetővé téve az áttét előrehaladását a moezin erősítésével, mely aktiválja a c-Met-útvonalat. A XIST-knockdown ezenkívül képes exoszomális miR-503 szekréciójára az agyi gliasejtek módosításához.
A ROCK-dependens moezinfoszforiláció a mellrákban a PD-L1 programozottsejthalál-ligandum stabilizációjához szükséges a mellrákban. A stabilizáció a PD-L1-bomlást mediáló SPOP blokkolásával történik. A ROCK-gátló Y-27632, illetve anti-PD-1 antitestek beadása melltumoros egerekben megakadályozta a tumorprogressziót, és antitumor T-sejteket aktivált.
Az FBXW2 (F-box és WD-ismétlődést tartalmazó fehérje 2) az AKT-MSN-SKP2 onkogéntengelyt célozva és a moezint lebontva gátolja a melltumorigenezist, az AKT-kináz ezzel szemben fontos onkogén, mivel gátolja az FBXW2-mediált proteaszomális bontását. Ezenkívül a felhalmozódott moezin az SKP2 onkogén bontását csökkenti, az SKP2 pedig nem lebomló poliubikvitinációval stabilizálja a moezint.

#### Akut T-sejtes leukémia
A humán akut T-sejtes leukémiában (T-ALL) a MOLT4-sejtek CCL25-indukált gyógyszerrezisztenciájában szerepet játszanak az aktivált ERM-fehérjék, ezek csendesítése javította e sejtek gyógyszerérzékenységét, és növelte apoptózisuk mértékét.

#### Anaplasztikus nagysejtes limfóma
A moezin érintett az ALK gén transzlokációjában az anaplasztikus nagysejtes limfómában (ALCL). Tort et al. 2001-ben a moezint az ALK partnereként azonosították egy ALCL-esetben, ahol membránra korlátozott ALK-jelölést találtak. A hibrid fehérje aktív tirozinkináz-doménnel rendelkezik, és tömege 125 kDa. A genomikai töréspont azonosítása során kiderült, hogy az MSN 10. intronja az ALK 17 bázispárral rövidebb juxtamembrán exonjával egyesült.
Az MSN–ALK kiméra gént az (X;2)(q11–12;p23) transzlokáció hozza létre, melyet 2001-ig nem írtak le ALK-pozitív ALCL-ben. Ez esetben az ALK-színezés a sejtmembránra korlátozódik. Tünetei például a nyaki limfadenopátia és a gyomor melletti anyaghalmozódás.

#### Ependimóma
Az ependimómasejtek apikális plazmamembránjában az NHERF1 jellemzően a moezinnel és a PTEN-nel alkot komplexet. Bár az ependimális polaritásszerkezetekben azonosították a moezint, a moezinantitest alacsony affinitása és érjelölése miatt jobb diagnosztikai markernek bizonyult az NHERF1.

#### Colorectalis rák
A colorectalis rák fejlődését (CRC) a β-katenin–RUNX2-tengely révén a moezintúlexpresszió felgyorsítja a sejtproliferáció erősítésével. A moezin csendesítése csökkenti a citoplazmatikus és a magi RUNX2-szintet. A moezinindukált CRC-előrehaladást gátolhatja a GSK3β gátlása a RUNX2-gátló β-katenin-jelzés helyreállításával.
A moezinszint a teljes, a betegség- és a relapszusmentes túléléssel is korrelál CRC-ben, csendesítése csökkenti a CRC-sejtek növekedését, vándorlását és invázióját. Továbbá a moezin a RUNX2-t a β-katenin/WNT-jelzőúton keresztül szabályozza, az MSN-knockdown csökkenti az adhéziós aktivitást, a CRC-sejtek vándorlását és invázióját, valamint a RUNX2-expressziót, továbbá leállítja a G2 fázisban a sejtciklust. A moezinexpresszió mediálja a CRC-sejtek növekedését, irányítja a RUNX2-t a Wnt/β-katenin jelzőút révén. A RUNX2-csendesítés visszafordítja a moezin tumor-elősegítő hatását a CRC-progresszióban.
A colorectalis rák invázióját a stromája a moezin expressziójával gátolhatja.

#### Méhnyakrák
A VEGF-C a méhnyakrák-metasztázist a RhoA/ROCK-2/moezin kaszkád erősítése és aktivációja révén segíti elő. A VEGF-C jelentősen segíti a rák horizontális vándorlását, a 3 dimenziós mátrixinváziót és az aktin sejtváz átalakítását; aktiválja a moezint a RhoA/ROCK-2 útvonal révén. A FIGO szakaszú intraepitél méhnyak-neoplázia és az I–II. stádiumú méhnyaklaphám-karcinóma összehasonlításakor He et al. 2010-ben kiderítették, hogy a moezinexpresszió a rosszindulatú tumorokban nagyobb a jóindulatúaknál, és áttétes tumorokban nagyobb, mint áttét nélküliekben.

#### Hasnyálmirigyrák
A sejtváz moezindependens módosítása összefügg az anaplasztikus hasnyálmirigyrákkal. A hasnyálmirigyrák moezinszabályzott metasztázisát segíti a β-katenin transzlokációja, a sejtváz átrendeződése és újraszerveződése. Abiatari et al. 2010-ben kimutatták, hogy a moezin az anaplasztikus hasnyálmirigyrák fenotipikus markere, továbbá PAC (hasnyálmirigy-adenokarcinóma) esetén magas moezinexpressziót, PDAC (duktális hasnyálmirigy-adenokarcinóma) esetén ennek hiányát mutatták ki.
Mivel primer hasnyálmirigyrákban nincs, PDAC esetén van moezinexpresszió, hosszútávú tenyésztésben a moezin expressziója újraindulhat. A moezin csendesítése csökkenti a sejtadhéziót, de növeli az inváziós képességet, növelve az áttétképzés kockázatát.
Western blottal és immun-hisztokémiai Cui et al. 2009-ben kimutatták, hogy a moezin – a radixin és az RTRAF mellett – szignifikánsan nagyobb mértékben expresszálódik a nyirokcsomó-áttétes hasnyálmirigyrákban, mint a nyirokcsomóáttét nélküliben. Ezek alapján a moezin és az RTRAF biomarker lehet annak vizsgálatában, hogy a hasnyálmirigyrák képzett-e áttétet nyirokcsomóra. A normál hasnyálmirigyductusok, exokrin acinaris sejtek és Langerhans-szigetek nem expresszálják a moezint. Ezenkívül  Antimoezinnel vizsgálva 28 vizsgált hasnyálmirigyrák-szövet pozitív volt, és 15-ben a stromalis sejtek festése pozitív volt.

#### Májrák
A moezin 72. helyén lévő lizin laktilációjával a laktát erősíti a Treg-funkciót. Ennek mértéke az anti-PD-1-terápia hatásosságát előrejelezheti májsejtes rákban. A tumorokból származó laktiláció a Treg-sejtekben erősíti a TGF–β- és SMAD3-jelzést a Treg-sejtek működésének és fejlődésének és a tumorkezelés irányításához. A mieloid sejtek magas laktilációja indukálja a METTL3-expressziót és a Jak1-mRNS m6A-módosítását, Jak1-transzlációt és a STAT3-jelzés stimulációját okozva, mely erősíti a mieloid immunszupresszív funkciókat. Így a laktiláció sok immunsejtre immunszupresszíven hathat tumor-mikrokörnyezetben.

### Szepszis
A moezin az endotél sérülés fontos biomarkere szepszis esetén. Mennyisége szepszises betegek vérszérumában az egészségeseknél nagyobb, az összefüggés a SOFA-pontszámokkal és a szérum-PCT-vel pozitív. Ennek oka a ROCK1/MLC- és NF-κB-szignál aktiválása.
Egyes faktorok, például a TNF–α, a trombin és az előrehaladott glikációs végtermékek aktiválhatják az erek endotél sejtjeit, és foszforilálhatják az MSN-t az endotél sejtek permeabilitásának növeléséhez. Továbbá a lipopoliszacharidok stimulálhatják az endotél sejtek MSN-szekrécióját. Az MSN szükséges a HMG box-indukált endotélsejt-hiperpermeabilitáshoz és a gyulladásos válaszhoz, ezért és a szepszises emberekben és egerekben észlelt magas vér-MSN-szint alapján az MSN részt vesz a szepszis patogenezisében, így hasznos biomarker lehet annak vizsgálatában.

### Cukorbetegség
Az ERM fehérjék N-terminális doménjei megkötik az AGE-ket, ez fontos lehet a cukorbetegség komplikációinak kialakulásában. A teljes fehérjék és a C-terminális végek nem kötnek meg AGE-t, és a nem glikált marhaszérum-albumin és RNSáz nem kötött az N-véghez, a tirozinfoszforilációt az AGE-k gátolják.
Az endotél sejtek egyrétegeinek polarizációja és sérülés miatti mozgásakor az ezrin proteolitikus termékei mennyisége megnő. Az ezrinbomlást a sejtbeli kalcium átmeneti növekedése kísérli, és egy kalpain-1-gátló megakadályozhatja. A trombociták aktivációja trombinnal vagy kalciummal gyors trombocitaezrin- és -moezin-proteolízist okoz, lehetővé téve az AGE-kötést. Az AGE-k általi sejtaktiváció csökkenti a kalciumkiáramlást a sejtekből, növelve az alapkalciumszintet. A magas kalcium- és glükózszint így létrejöhetnek a sejtben lévő glikált fehérjékkel kapcsolatba lépni képes proteolizált ERM-fehérjék, ezek zavarhatják a sejtműködést.
Az AGE-BSA gátolja az N-ezrin EGFR általi tirozinfoszforilációját.

### Alzheimer-kór
A moezin az aktin tau-fehérje indukálta hiperstabilizációját, a sejtciklus aktiválását okozza, és neurotoxinként működik az Alzheimer-kórban. Egy tanulmányban a humán Alzheimer-kór, egér- és Drosophila-modellek vizsgálatával kiderült, hogy a patogén tau-fehérje-változatok a sejtciklus aktiválását a rákban és az epitél-mezenchimális átmenetben (EMT) is fontos sejtprogramot befolyásolnak. A moezin az EMT-t aktiválja, és nagyobb mennyiségben van jelen a betegséggel összefüggő foszfotauval, túlstabilizált aktin sejtvázzal és ektópiás sejtciklus-aktivációval rendelkező sejtekben. A tau lerakódása az Alzheimer-kórban különböző betegségi szakaszok megkülönböztetését teszi lehetővé, ezek a Braak-szakaszolás szerint csoportosíthatók. Beckmann és társai az egyre későbbi fázisokban egyre nagyobb mértékű lerakódást találtak a tau-transzgenikus Drosophila-modellekben.
A sejtciklus aktivációja a posztmitotikus neuronokban elegendő a sejthalál indukciójára, a moezin aktivációja pedig megzavarhatja a neuronok önazonosságát.

### Parkinson-kór
Az LRRK2 a moezin Thr558-ját foszforilálja, lehetővé téve ezzel kapcsolódását az aktinhoz. Az LRRK2 G2019S mutációja stimulálja, az R1941H, az I2012T, az I2020T és a G2385R mutáció csökkenti, az R1441C, az R1441G, az Y1699C és a T2356I nem befolyásolja kinázaktivitását. Az I2020T kevésbé csökkenti az autofoszforilációt és az MBP- és moezinfoszforilációt, mint az R1941H, az I2012T és a G2385R.
A moezinfoszforiláció mutáns LRRK2 miatti deregulációja a dopaminerg axonvégződések elvesztésével járhat. A moezin és a radixin a neuritnövekedést szabályzó fehérjék: az ezekből keveset tartalmazó neuronokban kisebb és visszahúzódik a növekedési kónusz, eltűnnek a radiális csíkok, az aktinszálak rendezetlenek.
Bár vitatott, hogy az LRRK2 valódi szubsztrátjai-e az ERM-fehérjék, a moezin Thr558-ját tartalmazó LRRK2-származék, az LRRKtid gyakran használatos LRRK2-kísérletekben. Az I2020T-mutáns LRRK2 aktívabb az LRRKtidS (e treonin helyén szerint tartalmazó változat), de kevésbé aktív az LRRKtid foszforilációjában, mint a vad típusú.

### Genetikai betegségek
2017 áprilisában Delmonte et al. egy gyermekben számoltak be az első X-kromoszomális moezinhiányról SCID-szűrés után. Ez T-sejt-receptor-eltávolítási körök (TREC) polimeráz-láncreakciós meghatározásával történik, és kevesebb mint 252 TREC-et találtak milliliterenként a 2. és a 11. napon normál β-aktin-irányítás mellett. 14–21 nappal a születés után leukopéniát és T-, B- és NK-sejt-limfopéniát, valamint hipogammaglobulinémiát állapítottak meg, azonban a fitohemagglutininre és a tímuszárnyékolásra való proliferatív válasz normál volt. Ezenkívül súlyos neutro- és monocitopéniát is találtak neutrofil- és limfocita-ellenes alloreaktív autoantitestek nélkül. A teljes exomszekvenálást 25 hónappal a születés után végezték el, ez az MSN c.551C→T, p.R171W misszenz mutációját mutatták ki.
2022 júniusában egy akkor 5 éves gyermekben fedezték fel az X-kromoszomális moezinasszociált immunhiányt (X-MAID). Esetében c.934G→T (p.Glu312Ter) mutációt azonosítottak a moezin génjében teljesexom-szekvenálással (WES) és trióanalízissel. Ennek tünetei az ismétlődő láz, száj-, vastagbél- és ilealis fekélyek, hasi fájdalmak, hematochézia, megnövekedett szérum-gyulladásmarkerek, neutropénia, hipergammaglobulinémia, bakteriális és vírusos fertőzésekre való hajlam, csökkent T-sejt-proliferáció.
Az MSN gén egy hemizigóta nonszensz variánsa egy 2022 szeptemberében felfedezett autoimmun immunhiány 50-fenotípust okoz. Ez az immunrendszerben az immundiszregulációra jellemző tüneteket okoz: alacsony naiv-T-sejt-számot, magas CD4+-T-sejt-számot, alacsony CD8+-T-sejt-számot és nagy mennyiségű aktivált T-helper sejtet.
A mutáció oka a gén 6. exonjában lévő c.650G→A, p.W217X mutáció, mely jelentősen csökkenti az MSN-mRNS-expressziót egészséges emberekhez viszonyítva. Ennek tünetei antifoszfolipid-szindróma, Hasimoto-thyreoiditis, lábfekély és juvenilis fogvesztés. Hatása összefügghet az idő előtti stop kodon létrejöttével és a szegregációs eredményekkel. E variáns elégtelen T-sejt-proliferációhoz vezethet.

### Vírusos fertőzések

#### HIV-1
A HIV-1 Vpr NHE-1-gyengítést okoz, ez csökkenti a sejten belüli pH-t és az AKT-foszforilációt, az ERM komplex elvesztését és így apoptózist okozva. A vpr gén 96 aminosavból álló 14 kDa körüli fehérjét kódol, és a HIV mellett a SIV-ben is jelen van. Ez részben a GR-úton történik, mivel a GR-antagonista mifepriszton ezt visszafordíthatja.
Egyes HIV-1-virionok sejtvázfehérjéket, például ezrint és moezint tartalmaznak. Immunblottinggal, fehérjeszekvenálással és nagy nyomású folyadékkromatográfiával vizsgálva olyan aktin- és moezintöredékeket mutattak ki Ott et al., melyek fertőzetlen sejtek mikrovezikulumaiban nincsenek jelen, ezek alapján pedig a sejtváz- és a vírusfehérjék közt kapcsolat lehet.
Kubo et al. 2008-ban kimutatták, hogy az ERM-fehérjék a HIV-1-fertőzés pleiotrop szabályzói. A moezin-siRNS az X4-trop és X4R5-trop vektorokban csökkentette, az R5-tropokban növelte a transzdukciós hatékonyságot. Ez alapján a moezin az X4-trop HIV-1-fertőzésnek pozitív, az R5-tropnak negatív szabályzója. A HIV-1-Env-mediált humán fertőzésekben a  membránfúzió utáni korai lépéseket inhibeálhatja, az R5-trop-Env-mediált membránfúziót segítheti a moezin. Naghavi et al. 2007-ben ezzel szemben kimutatták, hogy a VSV-G-proteinnel rendelkező HIV-1-vektorok transzdukcióját inhibeálja patkánysejtekben a moezin-siRNS.
A HIV-1 gp120 fehérjéje specifikusan köti az ezrint és a moezint. Ezek alapján e fehérjék szerepet játszhatnak a HIV felvételében, összeállásában vagy szaporodásában. A gag fehérje koncentrációjának mintegy 2%-a az ezrin és a moezin koncentrációja a HIV-részecskékben. Az, hogy az ezrin és a moezin specifikusan kötik a HIV-1 gp120-at, hogy az ERM-fehérjék kapszidos vírusok virionjaiban lehetnek, és hogy a moezin összefügg a sejt fogékonyságával a kanyaróra, mind alátámasztja, hogy a vírusfelvételben vagy -szaporodásában fontosak az ERM-fehérjék.

#### Kanyaró
A moezin modulálja a kanyarófertőzést, a CD46-tal asszociálva pedig kanyaróvírushoz alkot a kanyaróvírus antitestekhez kötődését akadályozó receptorkomplexet.
Arról, hogy a J4/48 monoklonális antitest inhibeálja-e a kanyaróvírus Edmonston-törzsének csatlakozását, fúzióját és plakk-képzését humán sejtekben, ellentmondásos információk jelentek meg: Döring et al. 1993-ban azt mutatták ki, hogy az Edmonston-törzset nem gátolja az antitest, Schneider-Schaulies et al. 1995-ben viszont azt, hogy igen. Ennek oka lehet a két kutatócsapat által használt protokollok, tesztek, valamint a vírusok különbsége.

#### Hepatitis C
A moezin modulálja többek közt a hepatitis C-fertőzést is. A hepatitis C-vírus (HCV) J6 a moezin és a radixin expresszióját csökkenti a mikrotubulusok stabilizációja miatt, a moezin- vagy radixintúlexpresszió csökkenti a HCV-fehérjeexpressziót.

#### Herpesz
Az 1-es típusú herpes simplex vírus-fertőzést (HSV-1) a moezinnel kölcsönható PDZD8 sejtvázfehérje gátolja. A moezin vagy a PDZD8 exogén expressziója csökkenti a stabil mikrotubulusok számát, a vírus génexpresszióját és az új vírusok létrejöttét, kisplakkos fenotípust okozva és gátolva a vírus terjedését.

#### SARS-CoV-2
A SARS-CoV-2 tüskefehérjéjének (S-fehérje) farka közvetlenül kapcsolódik a moezinhez. E fehérje ezenkívül megkönnyíti a sejtfelszíni expressziót és a szincítiumképződést.
A teljes S-fehérje moezinkötéshez szükséges aminosavjainak mutációi nem befolyásolja jelentősen sejtbeli eloszlását vagy a sejtmembránon való növekedését. Az 1261SEPV1264 szakasz szükséges e kötés megtörténtéhez.

### Pseudomonas aeruginosa
A Pseudomonas aeruginosa-ExoS III-as típusú citotoxikus fehérje, ehhez nagy affinitással kötnek az ADP-ribozilációhoz az ERM-fehérjék. A moezint az ExoS 5-ször gyorsabban ribozilálja a RasΔC-nél, azonban kissé kevésbé, mint az ezrint. Az ExoS Km-értéke moezinre 0,4 ± 0,1 μM.
A vad típusú és az MLD-delécióval rendelkező ExoS azonos katalitikus sebességet mutattak.

### Izomdisztrófiák
A Duchenne- (DMD), a congenitalis izomdisztrófiában (CMD) és a diszferlinopátiában nagyobb a moezinexpresszió, mint egészséges szövetben. Ennek oka a fibrózis, mivel annak halofuginonos gátlása csökkenti a moezinszintet izomdisztrófiás egerekben, és ekkor csökkent a moezinszint DMD-s és CMD-s egerekben. Ez alapján feltehetően a moezin is fontos célpont lehet az izomdisztrófiák kezelésében, és biomarkerként is használható lehet.
Az emelkedett moezint DMD-ben, Ullrich- és merozindeficiens CMD-ben is kimutatták, minden esetben magas fibrózisszint mellett.

### Szerzett aplasztikus anémia
A szerzett aplasztikus anémiás (AA) betegek mintegy 37%-ának szérumában található antimoezin. Takamacu et al. 2006-ban 67 AA-s, 21 refraktorikus anémiás (RA), 49 reumatoid arthritises és 48 egészséges emberből vettek szérum- vagy plazmamintát, ebből immunfluoreszcencia-analízissel kiderítették, hogy az AA-s betegek szérumában az UT-7-sejtek fehérjéire reagáló antitesteket tartalmaznak. A 9 ilyen AA-s beteg szérumából 6 festette az UT-7-sejtek citoplazmáját, ami UT-7-fehérjékre specifikus IgG jelenlétét jelenti. A 21 emelkedett PNH-típusú sejteket mutató (PNH-pozitív) AA-sból 9 szérumában mutattak ki antimoezint, az egészséges emberek esetén viszont egyik szérumban sem találtak.

### Reumatoid artritisz
Egy 1996-os tanulmányban Vagacuma et al. a reumatoid artritiszes betegek 14%-ában mutattak ki antimoezint, a reumatoid arthritises, citopénia nélküli betegek 34%-ában mutattak ki Takamacu et al. 2006-ban antimoezint. Az antimoezinek N-moezinnel nem reagáltak, 10 esetben reagáltak a C-moezin M1, 11-ben az M2 fragmenttel. Ezek alapján feltehetően a moezintolerancia elvesztéséhez vezető patogén mechanizmusok a reumatoid arthritisben és az AA-ban közösek lehetnek.

### Pszoriázis
A moezin és a stresszindukált foszfoprotein-1 a pszoriázis feltételezett szerodiagnosztikai markerei. A moezin specificitása psoriasis vulgaris esetén 76,9%, szenzitivitása 71,0% 146,6-es küszöbérték esetén. A psoriasis vulgaris és a pszoriázisos arthritis egyaránt erős moezinexpressziót mutat az epidermiszben, az egészséges bőr ezzel szemben csekély mértékben expresszálja a moezint.

### Sclerosis complex tuberosa
A moezin a hamartinnal (TSC1) kölcsönhat, vagyis a hamartin összekötheti a neuronális köztes szálakat az aktin sejtvázzal, ami a hamartin-tuberin komplex bizonyos központi idegrendszeri funkcióiban fontos lehet, és ennek TSC1- vagy TSC2-mutációk miatti megszűnte a sclerosis complex tuberosa esetén jelenlévő neurológiai elváltozásokat okozhat. A hamartin ezenkívül képes a tumorszupresszor merlin, a GST-moezin és a GST-merlin kötésére, de a GST-t nem köti.

## Más fajokban
Az Ohno-hipotézis szerint a 3 ERM-fehérje két genomduplikáció eredménye a gerincesekben. Egyes halakban egy további duplikáció miatt 6–8 ERM-fehérje és két példány merlin található. Ezzel szemben a gerinctelenek csak két merlin–ERM fehérjét kódoló gént tartalmaznak, az egyik merlinhomológot, a másik egy gyakran moezinnek (Moe) nevezett, az összes ERM fehérjével közös jellemzőkkel rendelkező általános ERM fehérjét kódol, melynek hiányában tripoláris replikációs orsók és kromoszómaszegregációs hibák jelentkeznek.
A moezinhiányos egér a Drosophila melanogasterrel szemben nem mutat egyértelmű elváltozást.

## Inhibitorai
A polifillin VII és a periplocin gátolják a moezint, akadályozzák a mielóma multiplex növekedését, és a sejteket kivonja a sejtciklusból. A polifillin VII bortezomib-rezisztens sejtek ellen is hat, az egészséges sejtekre nincs hatással. Az azacitidin mintegy 40%-kal csökkenti a moezin expresszióját mielóma multiplexben és oxidatív stresszel indukálja annak sejtjei nekrózisát.

## Kölcsönhatások
A moezin az alábbi fehérjékkel lép kölcsönhatásba:
- CCM3[111]
- CD43[112][113]
- CD93[114]
- ICAM-1[115]
- ICAM-3[116][117]
- Citoszol-neutrofilfaktor 1[118]
- Citoszol-neutrofilfaktor 4[118]
- VCAM-1[119]
- EZR[120][121][122]
- LRRK2[123]
- PSGL-1[4]
- BRCA1[124]
- mTORC2[125]
- TIMAP[126]
- NHERF1[77]
- Wnt[108]
- β-katenin[108]
- ICAM-3[36]
- PDZD8[98]
- kalmodulin[127]
- L-szelektin[127]
- LOK[16]
- Vps11[53]
- EWI-2[128]
- EWI-F[128]
- podoplanin[45]
- hamartin[105]
- trombin[129]
- vitronektin[130]
- EBP50[131]
- NHE1[54]
- fehérjefoszfatáz 2C[132]
- fehérjekináz C-θ[133]
- EWI-2[128]
- EWI-F[128]
- Epac1[107]
- APS[134]

## Fordítás
Ez a szócikk részben vagy egészben  a   Moesin című angol Wikipédia-szócikk ezen változatának fordításán alapul.  Az eredeti cikk szerkesztőit annak laptörténete sorolja fel. Ez a jelzés csupán a megfogalmazás eredetét és a szerzői jogokat jelzi, nem szolgál a cikkben szereplő információk forrásmegjelöléseként.